# Frankenia microphylla
Frankenia microphylla es un arbusto de la familia Frankeniaceae. Es originaria de Argentina y Chile.

## Taxonomía
Frankenia microphylla fue descrita por Antonio José de Cavanilles y publicado en Icones et Descriptiones Plantarum 6: 77. 1801.
Sinonimia:
- Franca microphylla Vis.
- Frankenia microphylla var. juniperina Speg.
- Frankenia microphylla var. relaxata Speg.
- Niederleinia microphylla (Cav.) Nied.